# Renée Varsi
Renée Varsi  (Ciudad de México, 18 de noviembre de 1975) es una actriz mexicana de televisión. Egresada del Centro de Educación Artística de Televisa
ha participado en melodramas como Marisol, El niño que vino del mar, Siempre te amaré, entre otras más, además en los unitarios de Mujer, casos de la vida real, Como dice el dicho y La rosa de Guadalupe.

## Filmografía

### Televisión
| Año       | Proyecto                     | Personaje                       |
| --------- | ---------------------------- | ------------------------------- |
| 2021      | Esta historia me suena       | Lisa                            |
| 2013-2018 | Como dice el dicho           | Varios personajes               |
| 2010-2018 | La rosa de Guadalupe         | Varios personajes               |
| 2013      | Mentir para vivir            | Dra. Marilyn Lomelí             |
| 2011      | La fuerza del destino        | Juliette Abascal de Rodríguez   |
| 2009-2010 | Camaleones                   | Norma de Pintos                 |
| 2009      | Verano de amor               | Teresa Navarrete                |
| 2007-2008 | Yo amo a Juan Querendón      | Mónica Berrocal de Farell       |
| 2001-2004 | Mujer, casos de la vida real | Varios personajes               |
| 2000      | Siempre te amaré             | Antonia Castellanos Robles      |
| 1999-2000 | Cuento de Navidad            | Natalia                         |
| 1999      | El niño que vino del mar     | Constanza Fernández de Cadayana |
| 1997-1998 | Sin ti                       | Abril                           |
| 1996-1997 | Mi querida Isabel            | Adela Martínez Riquelme         |
| 1996      | La sombra del otro           | /                               |
| 1996      | Marisol                      | Vanessa Garcés del Valle        |
| 1995      | Si Dios me quita la vida     | Lucía                           |

### Cine
| Año  | Película          | Personaje |
| ---- | ----------------- | --------- |
| 2002 | La hija de Daniel | Karen     |
| 2001 | Dhampira          |           |